# Mostra internazionale di musica leggera 1968
La quarta edizione della Mostra internazionale di musica leggera si tenne a Venezia nel luglio 1968.
Fu la seconda edizione presentata da Mike Bongiorno e Aba Cercato: vincitore della Gondola d'Oro fu Riccardo Del Turco con il brano Luglio, mentre la Gondola d'Argento se l'aggiudicò Junior Magli con il brano La nostra favola.
Fu l'ultima edizione a svolgersi nel mese di luglio: a partire da quella successiva il periodo venne spostato a settembre.

## Partecipanti
- Riccardo Del Turco con Luglio - "Gondola d'Oro"
- Gigliola Cinquetti con Giuseppe in Pennsylvania
- Mina con Un colpo al cuore
- Don Backy con Samba
- Patty Pravo con La bambola
- Fausto Leali con Angeli negri
- Little Tony con Prega prega
- Milva con M'ama non m'ama
- Gino Paoli con Se Dio ti dà
- Michele con Io tornerò
- Marisa Sannia con Non è questo l'addio
- Dino con Morire o vivere
- Ornella Vanoni con Quando sei triste prendi una tromba e suona
- Al Bano con Musica
- Iva Zanicchi con La felicità
- Sergio Endrigo con Marianne
- Sandie Shaw con Oggi
- David McWilliams con Days Of Pearly Spencer
- Sylvie Vartan con Come un ragazzo
- Claude François con Se torni tu
- Dalida con Un po' d'amore
- Rocky Roberts con Sono tremendo
- Gilbert Bécaud con Tonina, la zia e i fiori
- Roberto Carlos con A che serve volare
- Christophe con Io prego e pregherò
- Joe Dassin con La banda Bonnot
- Arthur Conley con Funky Street
- Junior Magli con La nostra favola - "Gondola d'Argento"
- Leonardo con La nostra favola - 2º classificato
- Alberto Anelli con Acapulco
- Fabio con Viva la notte
- Piter & I Funamboli con Come un'ombra
- Niky con Suonavan le chitarre
- Tina Polito con È il giorno dell'amore
- Alessandra Casaccia con Vedo il sole a mezzanotte
- Christian con Tutte meno te
- Farida con Io per lui
- Gianni Davoli con Sereno
- Gianni Farano con Parlami d'amore Mariù
- Oro De Robertis con Alla settima luna
- Alberto Oro con Ehi ragazzo
- Morvan con Congratulations
- Rudy Ventura con Se tu vuoi litigare
- Gino con Il mio amore sei tu
- Maria Luigia con Ultimatum
- Franco Say con L'amore verde
- Eliana & Ciro con Serietà a metà
- Franco Fratelli con Se ti amo
- Anna Maria Berardinelli con Ehi Niccolò
- Roberto Ferri con Come una vecchia canzone francese